# Sangliers
Die Sangliers (französisch für «Wildschweine»), formell Groupe Sanglier genannt, sind ein Jugendverband in der Schweiz, der sich im Rahmen der Jurafrage für den Verbleib des Berner Juras beim Kanton Bern einsetzt.

## Organisation
Gemäss Satzung sind die Sangliers ein überparteilicher Verein, der das Ziel verfolgt, dass der französischsprachige Berner Jura beim Kanton Bern verbleibt. Sie setzten sich für die Erhaltung und Förderung der Zweisprachigkeit sowie für die Achtung der Demokratie ein. Insbesondere wollen sie «die Propaganda und die extremistischen Methoden» der jurassischen Separatistenbewegungen bekämpfen, allen voran der Béliers. Während die Sangliers in ihren Anfangsjahren bezüglich Militanz den Béliers beinahe ebenbürtig waren, setzen sie mittlerweile auf Gewaltlosigkeit und verurteilen illegale Aktionen.
Ihre Organe sind die Delegiertenversammlung, das Leitungskomitee, die Bezirks-, Gebiets- und Sektionskomitees sowie die Finanzprüfungskommission. Vierteljährlich geben die Sangliers eine Zeitschrift mit Namen Le Boutoir («Der Wildschweinrüssel») heraus. Es bestehen organisatorische und personelle Beziehungen zur antiseparatistischen Organisation Force démocratique.

## Geschichte
Anlässlich des 150. Jubiläums der Zugehörigkeit des Jura zum Kanton Bern gründete Paul Gehler die Jungbürgerbewegung Jeunesses civiques du Jura bernois. Aus dem Wunsch heraus, die Gruppierung zu modernisieren und ihre Aktivitäten auszudehnen, erfolgte am 14. Dezember 1973 in Tramelan eine Neugründung unter dem Namen Sangliers. Ihr erster Präsident war Jean-Paul Gehler, der sie zu einer Gegenbewegung zu den separatistischen Béliers formte. Wiederholt kam es vor, während und nach den Juraplebisziten bei Veranstaltungen zu Schlägereien mit deren Anhängern und daraus resultierenden Sachbeschädigungen. Nachdem 1974 die Gründung des Kantons Jura feststand, versuchten die Sangliers, jegliche Einflussnahme der Separatisten in den bernisch gebliebenen südlichen Bezirken zu verhindern.
Auf ihrem Höhepunkt im Jahr 1977 zählte die Gruppe rund 4000 Mitglieder. Am 30. Juni 1979 versammelten sich 200 Béliers in Tramelan, um das Denkmal des Dichters Virgile Rossel zu besuchen. Auf dem Rückweg wurden sie von radikalisierten Mitgliedern der Sangliers mit Wurfgeschossen attackiert. Ausserhalb des Dorfes kam es daraufhin zu einer Massenschlägerei. Am 16. März 1980 hielt das Rassemblement jurassien seine Delegiertenversammlung im Hôtel de l’Ours im bernisch gebliebenen Cortébert ab, was die Sangliers als Provokation empfanden. Bereits zwei Wochen zuvor kündigten sie die Anwendung von Gewalt an, worauf der Bundesrat die Berner Kantonsregierung eindringlich dazu aufforderte, die Situation nicht eskalieren zu lassen. Mehrmals versuchten die Sangliers, das Versammlungslokal zu stürmen, wurden aber von den Béliers daran gehindert. Unter dem Schutz der sich ansonsten sehr passiv verhaltenden Kantonspolizei konnten die Delegierten ihr Treffen beenden und wurden anschliessend zum Bahnhof begleitet.
Als Folge der gewalttätigen Auseinandersetzungen in Tramelan und Cortébert mussten sich die Sangliers in der Öffentlichkeit heftige Kritik gefallen lassen, worauf sie ihre Aktivitäten vorübergehend komplett einstellten. 1982 bauten Marc Houmard und Guillaume-Albert Houriet die Gruppierung neu auf. Houriet führte sie bis 2007 an und verpflichtete sie auf einen gewaltfreien Kurs.